# 富蘭克林縣 (肯塔基州)
富蘭克林縣（英語：Franklin County）是位於美国肯塔基州北部內藍草地區的一個縣，面積549平方公里。根據2020年美國人口普查，共有人口51,541人。縣治法蘭克福也是州的首府。該縣成立於1795年，縣名紀念美国开国元勋本傑明·富蘭克林。